# 圖特拉坎峰

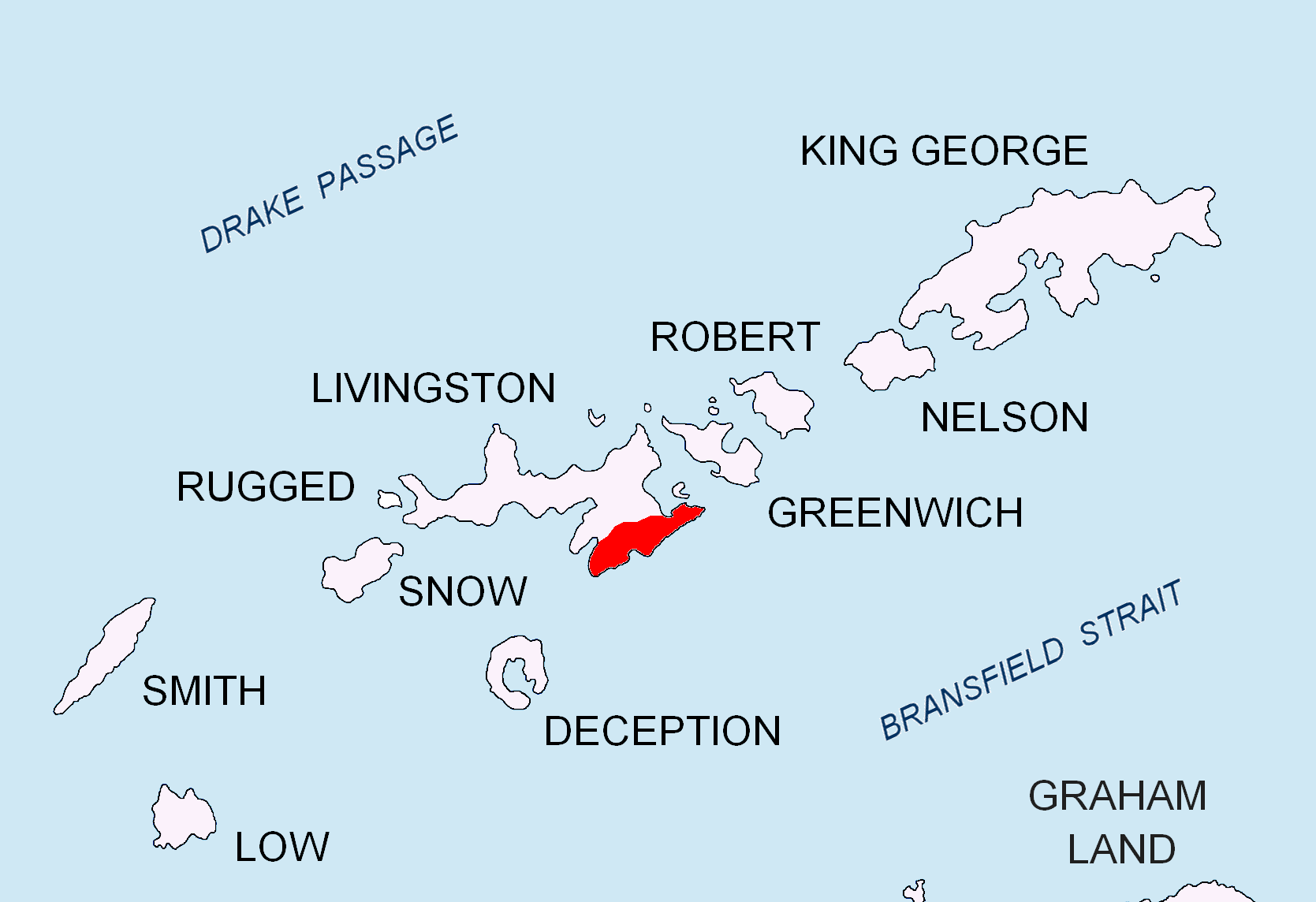

圖特拉坎峰（英語：Tutrakan Peak）是南極洲的山峰，位於南設得蘭群島的利文斯頓島，屬於騰格里山脈中列夫斯基嶺的一部分，海拔高度810米，處於普拉納峰東南面0.8公里、錫塔爾克峰以南0.7公里、因圖伊申峰西南面1.51公里和赫爾梅特峰西北面1.66公里。

## 外部連結
- SCAR Composite Antarctic Gazetteer（页面存档备份，存于）.

62°39′11.8″S 60°03′25.5″W / 62.653278°S 60.057083°W